# Marians
Marians  est un hameau et une ancienne commune situé à Souanyas, dans le département français des Pyrénées-Orientales.

## Géographie

### Localisation

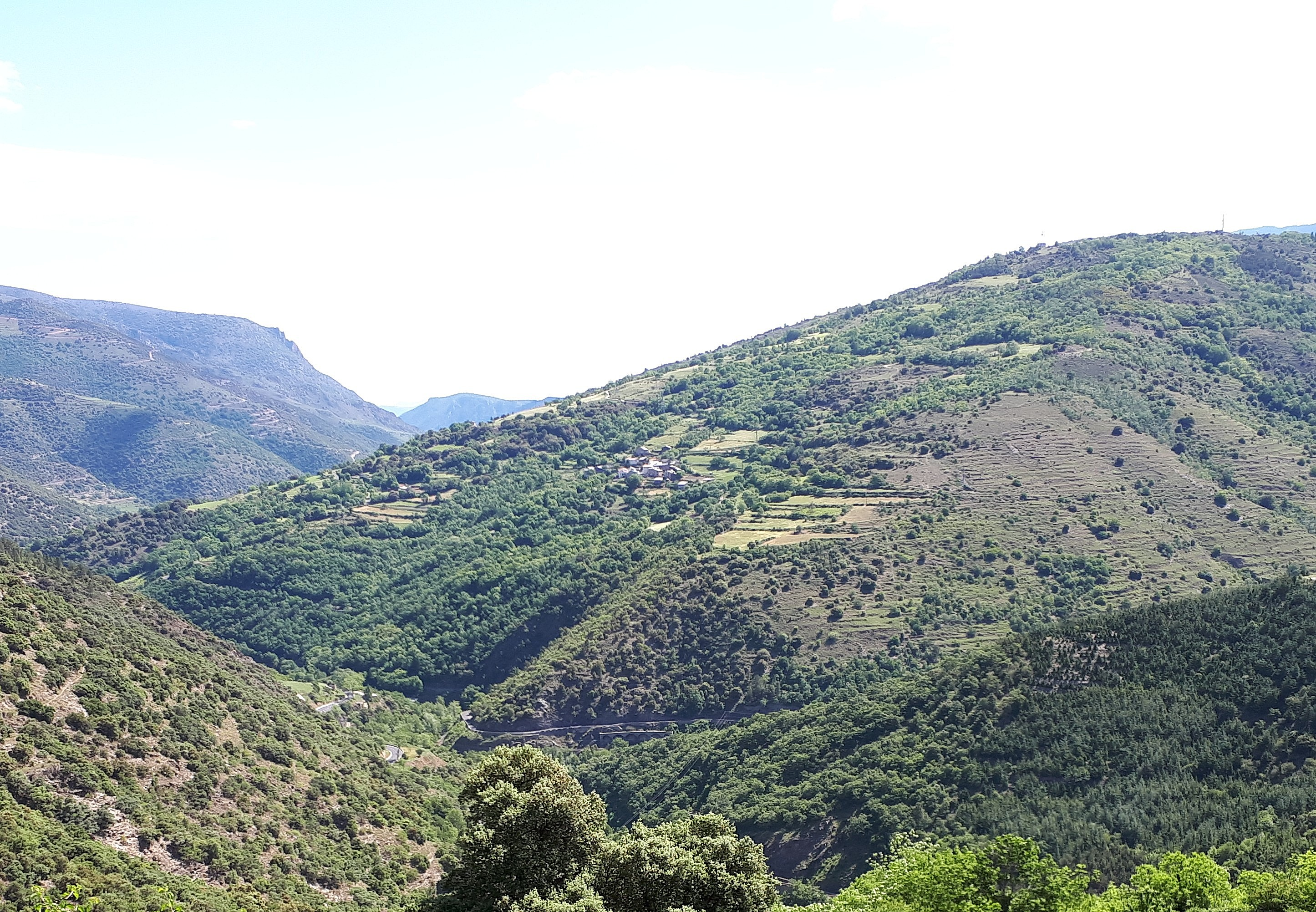
Marians est à 830 mètres d'altitude, 200 mètres au-dessus de la rivière Têt.
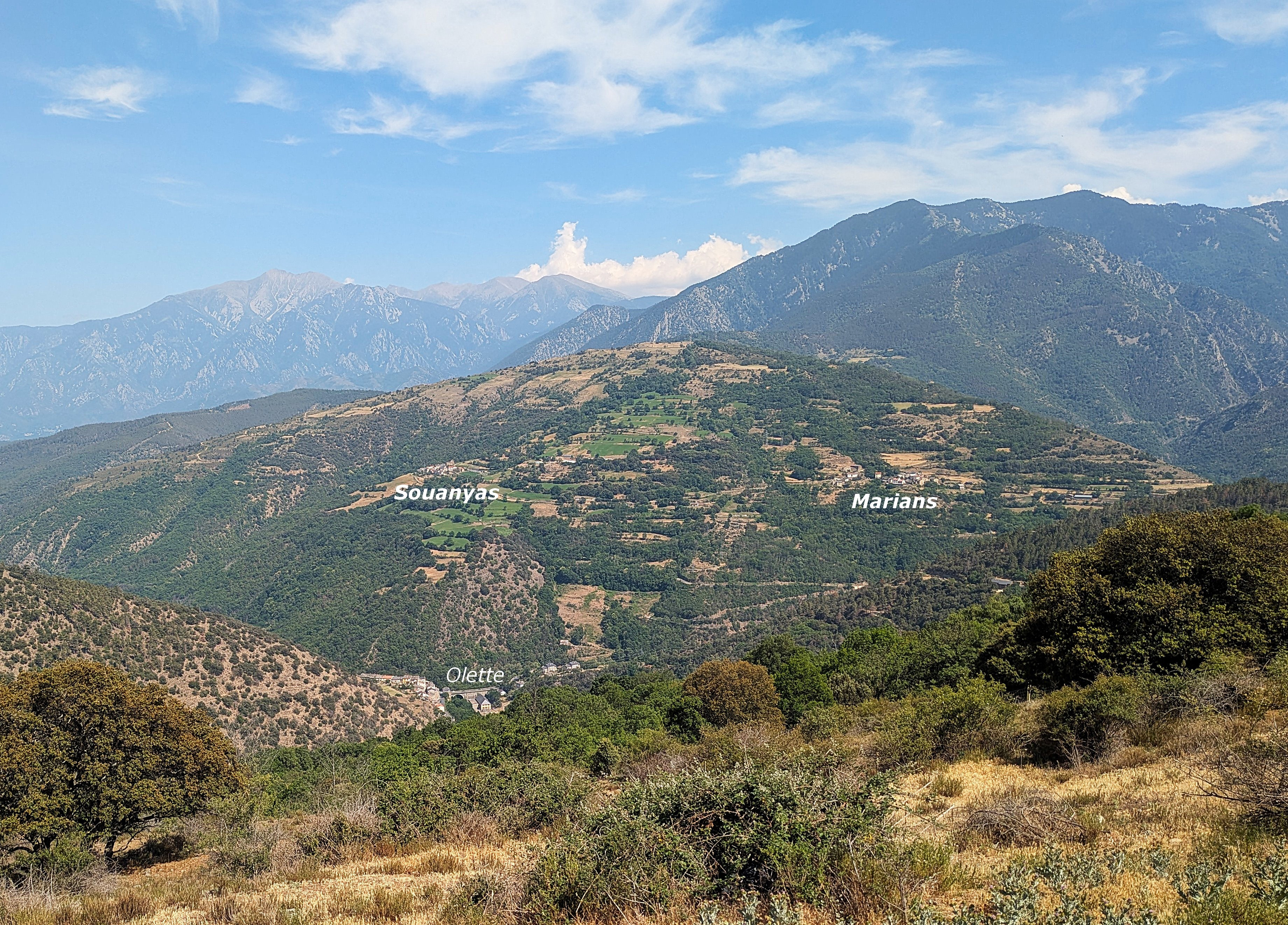
La situation de Marians et de Souanyas.

Marians se situe au sud-ouest de Souanyas, et au nord de Nyer.

### Géologie et relief
La Serra de Baix, culminant à 986 mètres d'altitude, est située au sud de Marians. Sa ligne de crête marque la limite communale avec Nyer.

### Hydrographie
La Têt marque la limite occidentale de la commune.

### Voies de communication et transports
La route départementale D57 relie Marians à Souanya.

## Toponymie
Formes du nom
La première mention du nom, Maridianas, date de 871. On trouve ensuite Marazanos en 1011, Marinias en 1075, Loci de Maresans en 1358 et Maryans au XVIIe siècle.
Étymologie
Le nom de Marians trouve son origine dans le nom du propriétaire d'un domaine à l'époque franque, suivi du suffixe -anos, pluriel tardif de -anum. Le nom de personne pourrait être Marius ou plutôt Maritius, lui-même issu de Marius (prénom signifiant viril).

## Histoire
Le hameau est la propriété au Moyen Âge de l'abbaye Saint-Michel de Cuxa.
Marians, qui dépendait jadis de la paroisse de Souanyas, devient une commune en 1790, puis est rattachée à la commune de Souanyas le 1er mai 1822.

## Démographie
La population est exprimée en nombre de feux (f) ou d'habitants (H).
| 1365 | 1378 | 1709 | 1720 | 1767 | 1789 | 1793 | 1800 | 1804 |
| ---- | ---- | ---- | ---- | ---- | ---- | ---- | ---- | ---- |
| 9 f  | 6 f  | 11 f | 11 f | 46 H | 6 f  | 34 H | 24 H | 21 H |

| 1806 | 1820 | - | - | - | - | - | - | - |
| ---- | ---- | - | - | - | - | - | - | - |
| 48 H | 58 H | - | - | - | - | - | - | - |

Notes : 
- 1358, 1424, 1553, 1720 et 1774 : comptée avec Souanyas ;
- À partir de 1826, les habitants de Marians sont recensés avec ceux de Souanyas.

## Culture locale et patrimoine

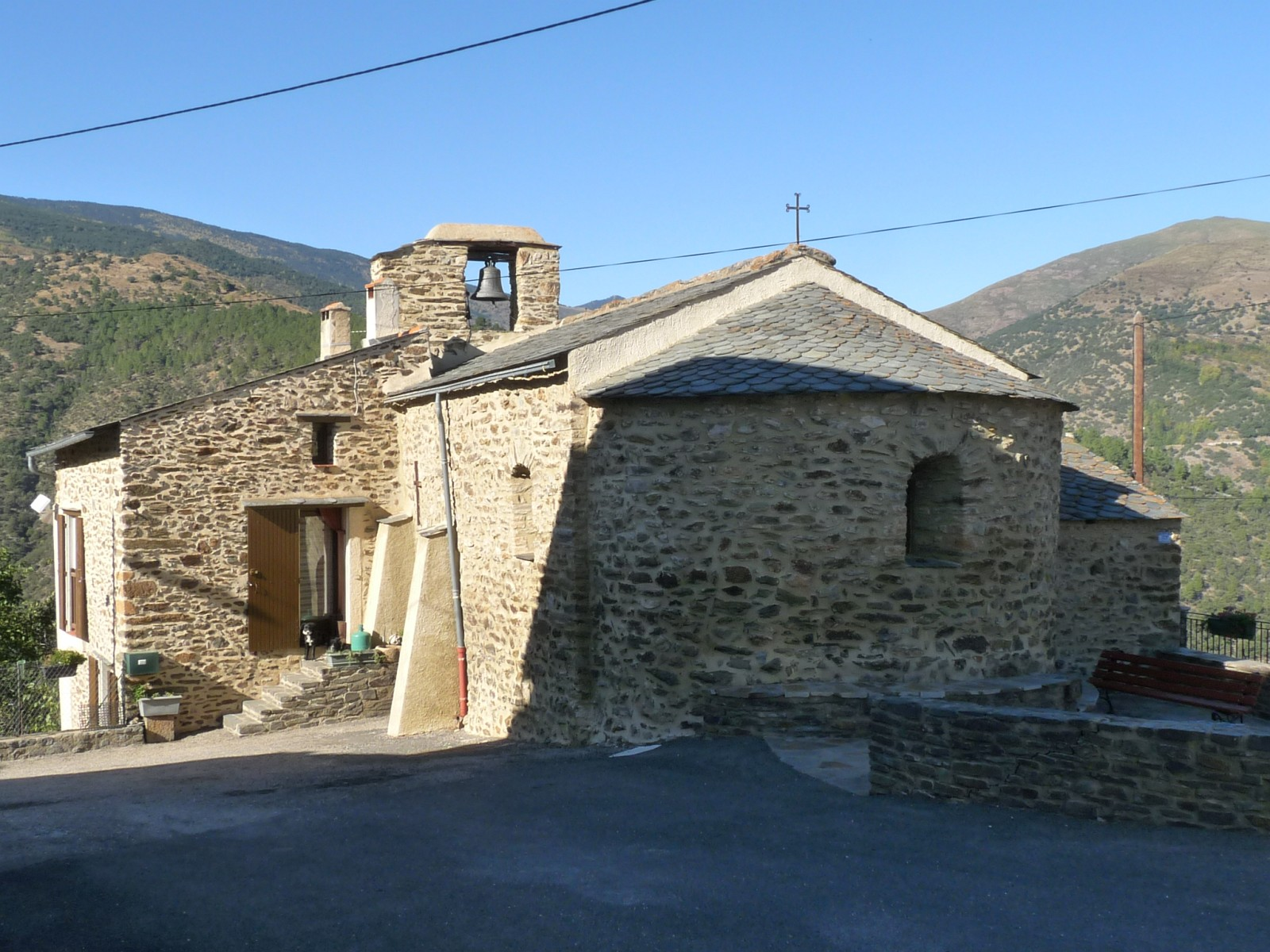
L'église Saint-Fructueux

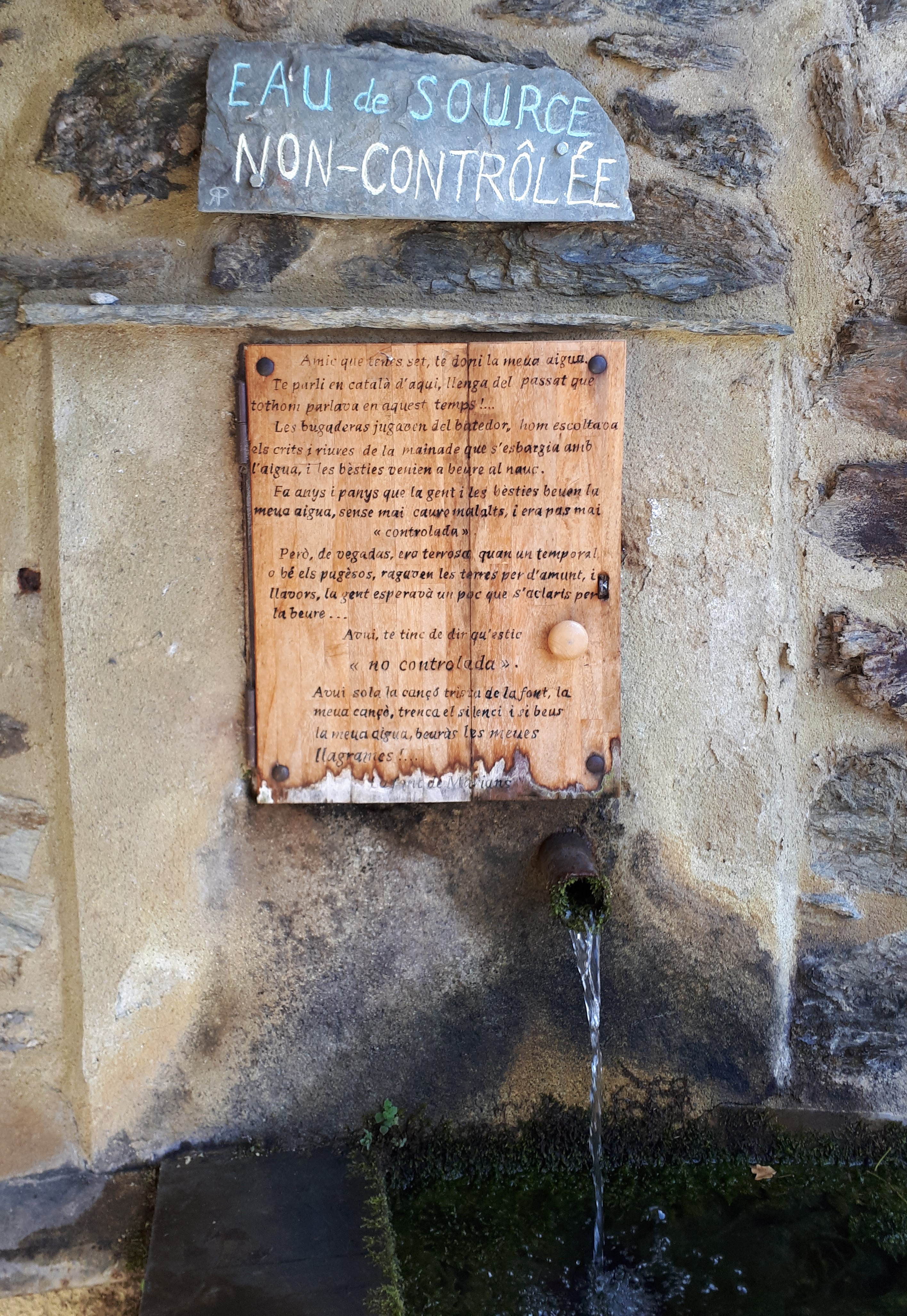
Panneau avec annonce en catalan à la fontaine de Marians. "Ça fait belle lurette que les gens et les bêtes boivent mon eau, sans jamais tomber malade, et elle n'est jamais 'contrôlée'."

### Lieux et monuments
- Église Saint-Fructueux de Marians, église romane.